# Pabellón Raimundo Saporta
Der Pabellón Raimundo Saporta (bis 1999 Pabellón de la Ciudad Deportiva) war eine Mehrzweckhalle im Norden der spanischen Hauptstadt Madrid. Die Sportstätte, die sich auf dem alten Trainingsgelände von Real Madrid, der Ciudad Deportiva, befand, beherbergte die Heimspiele der Basketballmannschaft des Klubs und bot Platz für rund 5200 Zuschauer.

## Geschichte
Die Eröffnung der Arena unter dem Namen Pabellón de la Ciudad Deportiva del Real Madrid erfolgte am 6. Januar 1966 im Zuge des von Real Madrid organisierten Intercontinental Cups, an dem neben dem Gastgeber auch Pallacanestro Varese, die Chicago Jamaco Saints und Corinthians São Paulo teilnahmen. Vom 30. März bis zum 1. April 1967 fand im Pabellón de la Ciudad Deportiva das Final Four des Europapokals der Landesmeister statt. Real Madrid setzte sich im Endspiel mit 93:91 gegen Olimpia Milano durch und gewann den Bewerb zum dritten Mal.
Über 20 Jahre lang sollte die Arena die Heimstätte der „Königlichen“ bleiben, während jener Epoche feierte das Team zahlreiche Erfolge, darunter den Gewinn von fünf Europapokalen der Landesmeister, vier Intercontinental Cups, eines Europapokals der Pokalsieger, 17 spanischer Meisterschaften, 10 spanischer Pokale und eines Supercups.
Aufgrund des wachsenden Zuschauerinteresses entschloss sich der Club 1986 zu einem Wechsel in den wesentlich größeren Palacio de Deportes de la Comunidad de Madrid.

### Renovierung und Umbenennung
Ende der 1990er Jahre durchlief die Basketballmannschaft von Real Madrid ein sportliches Tief, welches sich auch in sinkenden Zuschauerzahlen widerspiegelte. Der Klub entschloss sich 1998 dazu die alte Arena zu renovieren und wieder zur Heimspielstätte zu machen. Am 4. Februar 1999 erfolgte die Einweihung der zu Ehren des 1997 verstorbenen ehemaligen Klubfunktionärs Raimundo Saporta in Pabellón Raimundo Saporta umgetauften Sportstätte, die nun über 5200 Sitzplätze verfügte.
Real Madrid sollte noch über fünf Jahre in der Arena spielen und feierte hier den Meistertitel 1999/2000. Die vereinseigenen Trainingsgründe auf dem Paseo de la Castellana, die auch das Pabellón Raimundo Saporta beherbergten, wurden im Jahr 2001 zur Schuldentilgung verkauft. Im August 2004 wurde die Halle abgerissen. Heute befindet sich der Wolkenkratzerkomplex Cuatro Torres Business Area auf den Gründen der Sportstätte.